# Opera Leśna

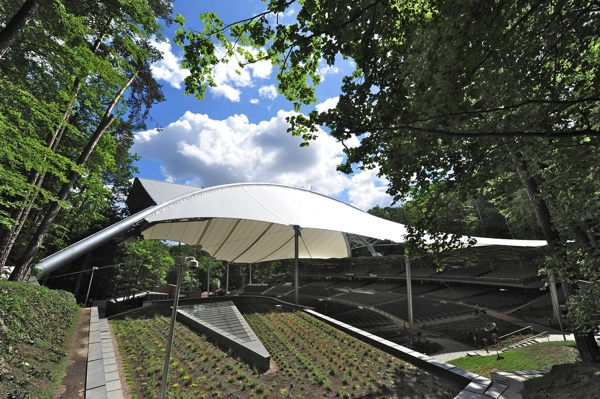
Opera Leśna po remoncie (2014)

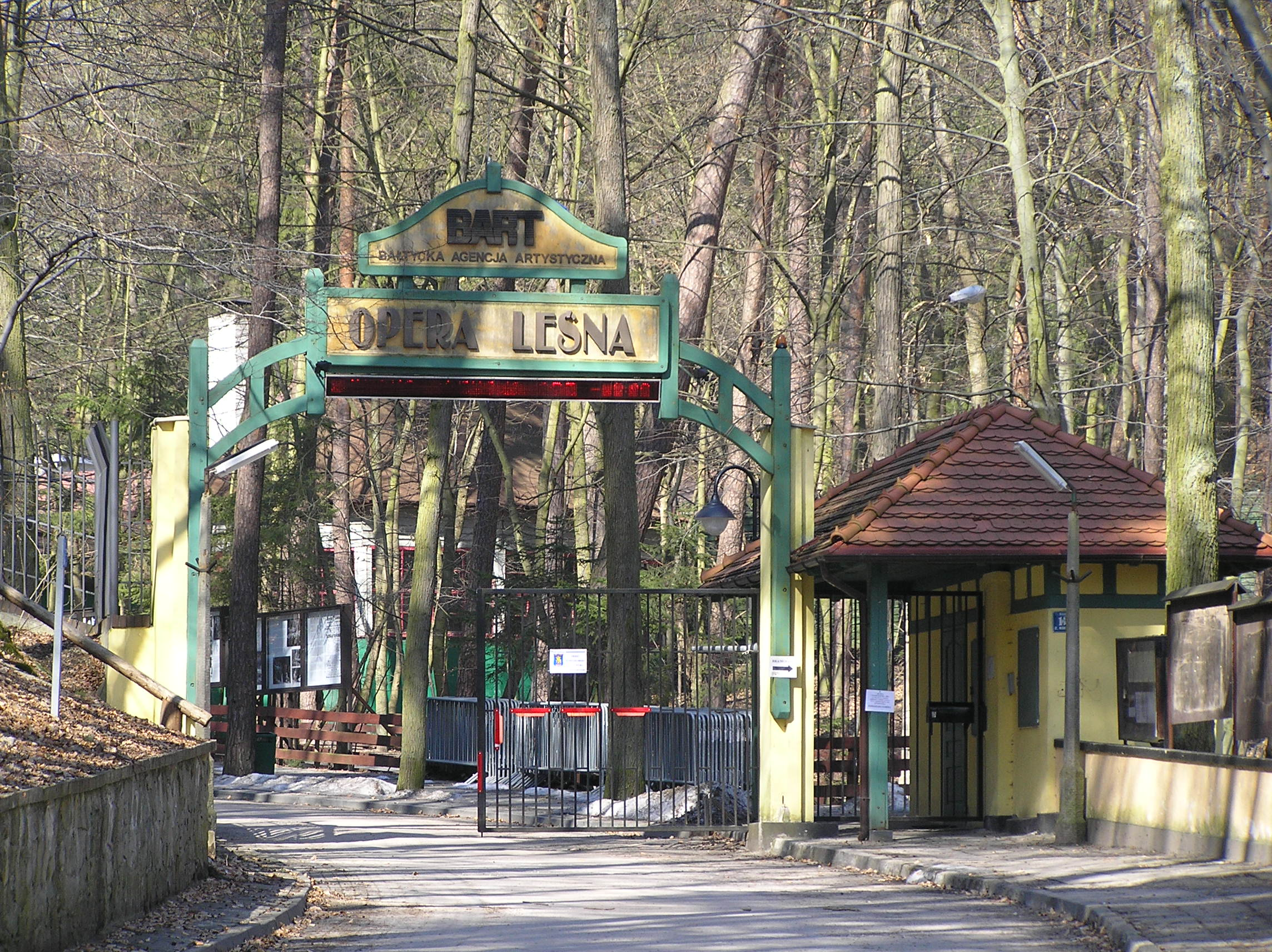
Brama wejściowa do Opery Leśnej

Opera Leśna (niem. Die Waldoper) – leśny amfiteatr o powierzchni 4 ha otwarty w lipcu 1909 w Sopocie. Znajduje się na skraju Trójmiejskiego Parku Krajobrazowego w kompleksie leśnym Lasów Oliwskich. Obiekt charakteryzuje się przede wszystkim bardzo dobrą akustyką i atrakcyjną lokalizacją. W okresie od września 2009 do czerwca 2012 roku obiekt przeszedł gruntowną modernizację. Widownia opery mieści aktualnie 5047 widzów, przy złożonych przednich sektorach łączna liczba miejsc stojących oraz siedzących wynosi 5579.

Scena (o głębokości 19 m i powierzchni 430 m²) oraz orkiestron jest w stanie pomieścić 120-osobową orkiestrę. Sceneria Opery Leśnej jest kojarzona przede wszystkim z odbywającym się tu corocznie festiwalem. Scena opery to również miejsce licznych koncertów muzyki poważnej, koncertów bluesowych, rockowych, pokazów mody i innych. W pobliżu przebiega turystyczny szlak Wzgórz Szymbarskich. Operatorem Opery jest Bałtycka Agencja Artystyczna BART.

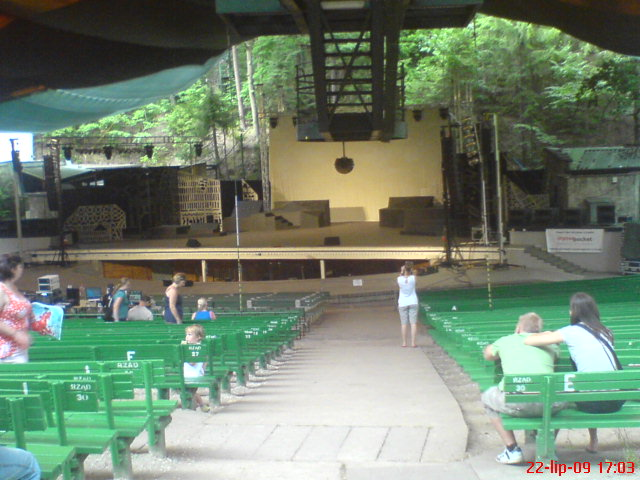
Scena w Operze Leśnej przed remontem

## Historia

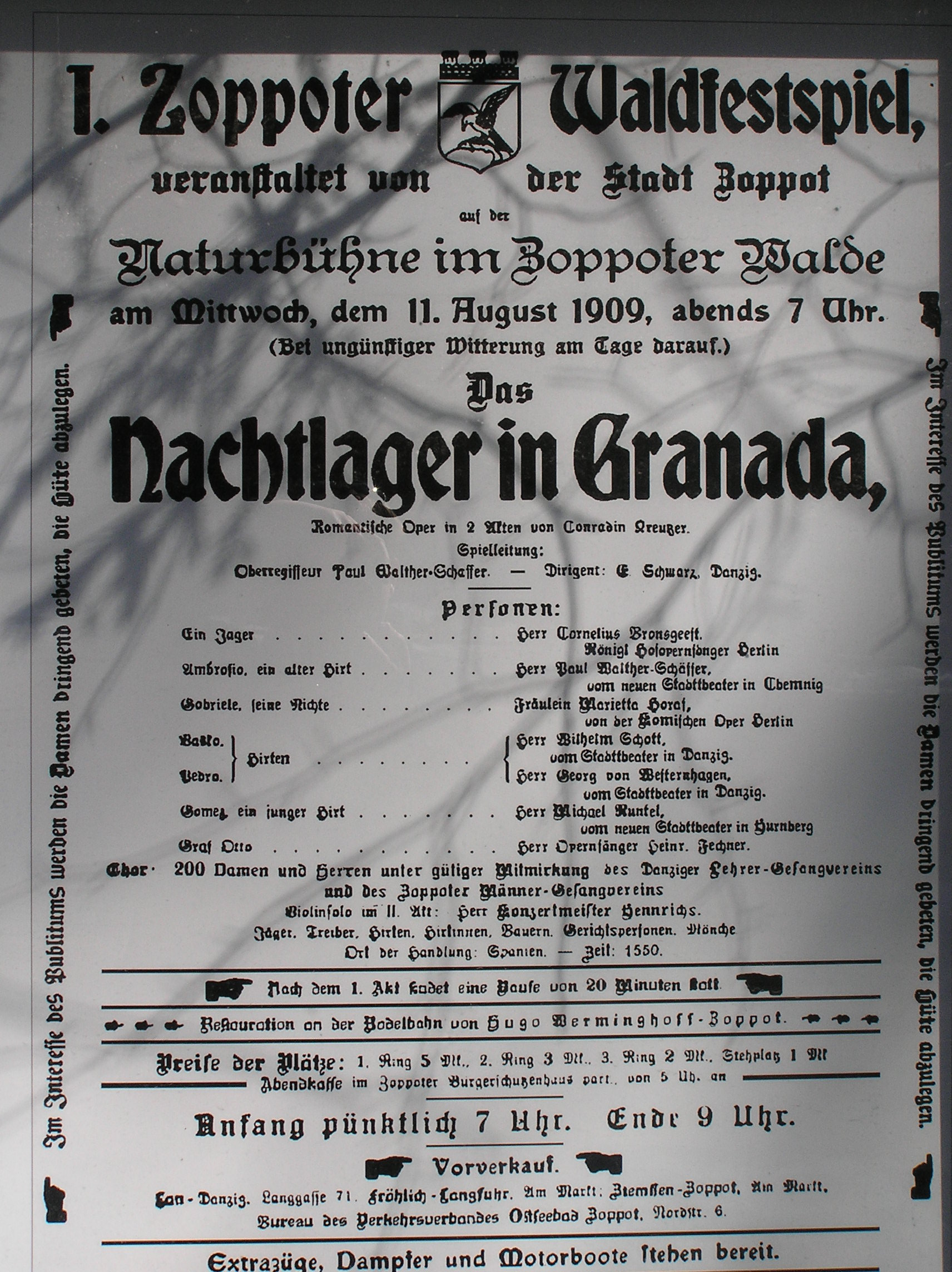
1. Zoppoter Waldfestspiel 1909

- kwiecień 1909 – początek budowy Opery, której pomysłodawcą byli burmistrz Sopotu Max Woldmann[4] i kapelmistrz teatru miejskiego w Gdańsku Paul Walther[5]
- 11 sierpnia 1909 – na deskach nowo wybudowanej Opery Leśnej wystawiono pierwsze przedstawienie, była to opera Obóz nocny w Grenadzie Conradina Kreutzera[6]
- 1915–1919 – przerwa w działalności Opery Leśnej
- od 1924 odbywał się tu doroczny Festiwal Wagnerowski na wzór festiwalu w Bayreuth a program operowy ograniczono prawie wyłącznie do dzieł Wagnera[7]; od tego roku niektóre przedstawienia były transmitowane przez radio niemieckie.
- 1934 – Sopot otrzymał tytuł festiwalowego miasta Rzeszy
- 1939–1943 – Prezentowany w Operze Leśnej program ulegał stopniowej indoktrynacji niemieckich nazistów a sama Opera służyła jako miejsce zlotów organizacji Hitlerjugend, BdJ i Kraft durch Freude (Siła poprzez radość; KdF)
- 1945–1961 – Po wojnie wykorzystanie scenerii Opery Leśnej do 1961 było okazjonalne
- 1961–1963 – obiekt został poddany znaczącej przebudowie, której efektem było pokrycie plastikowym dachem całości widowni i sceny. Przeniesienie Międzynarodowego Festiwalu Piosenki Sopot do Opery Leśnej.
- 1981–1983 – sytuacja w kraju spowodowała zamknięcie obiektu aż do lata 1984
- 1984 – wznowienie Międzynarodowego Festiwalu Piosenki
- 1985 – pierwsza powojenna prezentacja wagnerowska (Walkiria, w ramach Bałtyckich Spotkań Oper i Teatrów Muzycznych, zaprezentowana gościnnie przez Teatr Wielki w Łodzi)
- 1987 – wystąpienie Johnny'ego Casha wraz z rodziną 22 sierpnia
- 2009 – Opera Leśna obchodziła 100-lecie
- modernizacja w okresie 18 stycznia 2010 – maj 2012[8]

## Sala koncertowa
Obiekt oddany do użytku w 1997, umożliwiający działalność koncertową również w sezonie jesienno-zimowym z widownią na 300 osób. Sala koncertowa jest siedzibą Polskiej Filharmonii Kameralnej w Sopocie pod Dyrekcją Wojciecha Rajskiego.

### Festiwale muzyczne w Operze Leśnej[9]
- Międzynarodowy Festiwal Interwizji (1977–1980)
- Sopot Festiwal (TVP1 1961–2004, TVN 2005–2009, Polsat 2012–2014, TVN od 2017)
- Polsat SuperHit Festiwal (Polsat od 2015)
- Festiwal Jedynki (TVP1 2005–2006)
- Sopot Hit Festiwal (TVP2 2008–2009)
- TOPtrendy (Polsat 2003–2009 oraz 2013–2014)
- Sopot Classic (od 2011)[10]